# Ride (The Vines)
Ride è una canzone del gruppo australiano The Vines del 2004 tratto dall'album Winning Days.

## Brano
Ride è il primo singolo estratto da Winning Days
In Inghilterra non raggiunge le prime posizioni delle classifiche, ma acquista molto successo in Australia.
Il testo parla di una persona che odia fortemente stare sola e come dice il ritornello Ride With Me cerca di farsi notare

## Video
Il video è ambientato in una palestra dove la band inizia a cantare. Quando la musica aumenta, la palestra si riempie di gruppi musicali formati da civili. Quando la musica inizia a diminuire, diminuiscono anche gli altri gruppi.